# Michel Mazuel
Michel Mazuel (* 1603 in Paris; † 1676 Ort unbekannt) war ein französischer klassischer Instrumentalmusiker und Komponist. Sein Vater war der Instrumentalmusiker Jean Mazuel der Ältere. Michel Mazuel war Mitglied der französischen barocken Musikerfamilie Mazuel.

## Leben und Werk
1618 und 1626 ist Mazuel in Pariser Orchestervereinigungen als „dessus de violon“ bzw. als „haute-contre de cornet“ nachgewiesen. Er gab auch Musikunterricht, was an für diesen Zweck angemieteten Räumen nachweisbar ist. Von 1643 bis 1674 gehörte er den „24 violons du Roi“ an. Die Stelle, die er dort einnahm, verkaufte er danach an Pierre Huguenet. 1641 spielte Mazuel das „haute-contre de hautbois“ in der „Musique de l'Ecuria“. 1654 wurde er zum „compositeur de la musique des vingt-quatre violons“ ernannt.
Mazuel wirkte als Instrumentalmusiker in Orchesteraufführungen diverser Werke von Jean-Baptiste Lully mit.
Als Komponist hatte Mazuel eine Suite, eine Allemande und diverse Ballettmusiken in Zusammenarbeit mit Verpré und Louis de Mollier für Ludwig XIV. komponiert.